# 波爾特瓦河

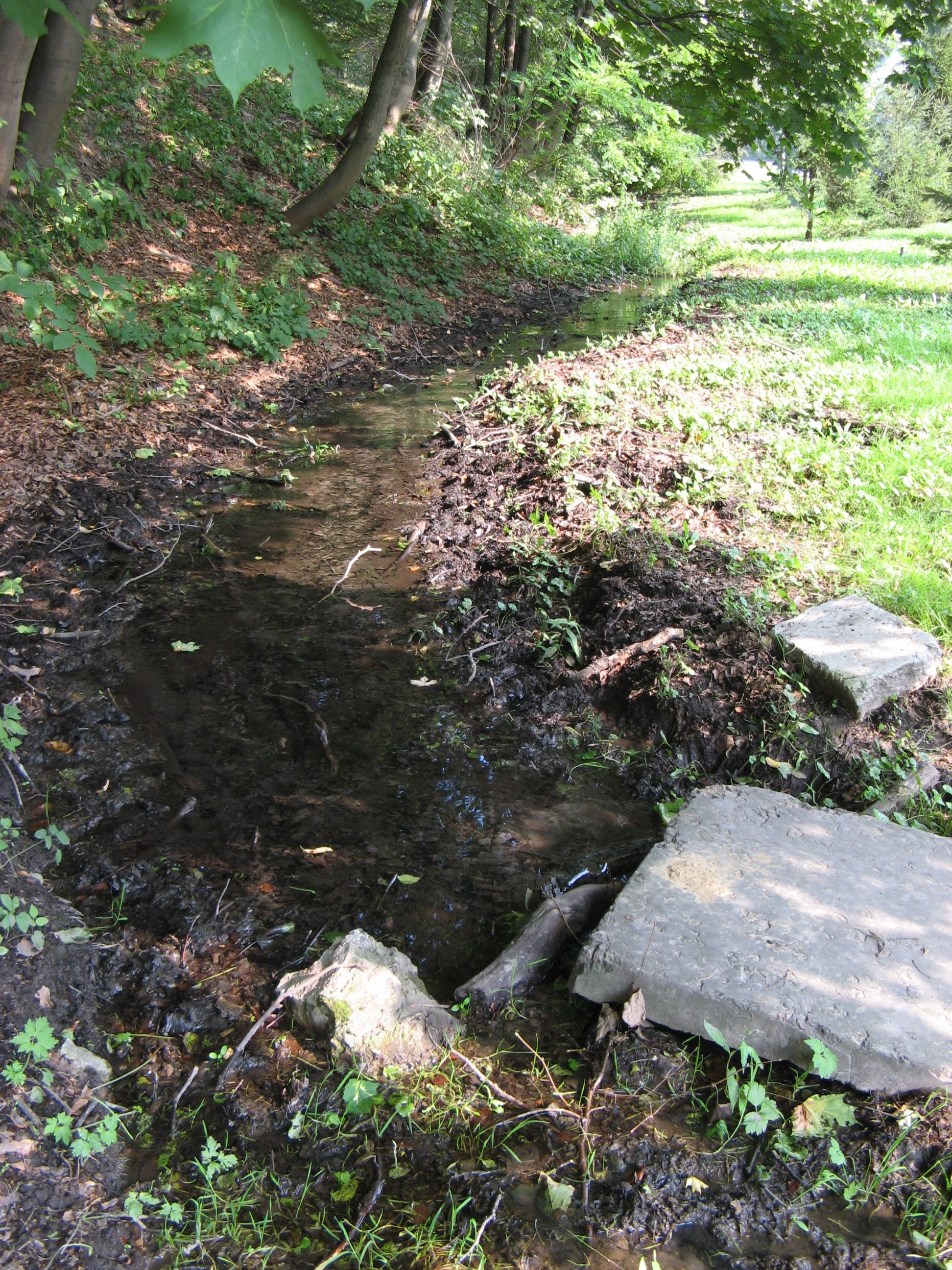

波爾特瓦河（烏克蘭語：Полтва），是烏克蘭西部的河流，屬於西布格河的左支流。該河流經利維夫州的佐洛奇夫區和利維夫區，河道全長60公里，流域面積1,440平方公里。